# 泰斯托主义

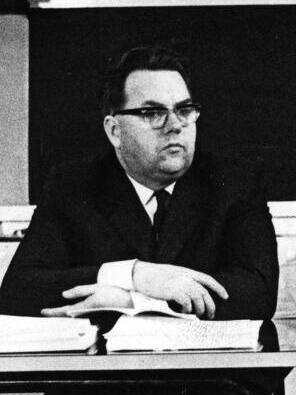
泰斯托·西尼萨洛

泰斯托主义（芬蘭語：Taistolaisuus）是芬兰共产主义运动中一个亲苏联派系，主要活跃于1970年代和1980年代。泰斯托派是芬兰共产党内的一个反对派组织，得名于他们的领导人泰斯托·西尼萨洛，“泰斯托”意为“战斗”、“斗争”或“抗争”。西尼萨洛的支持者在芬兰共产党内部形成了一个党中党，但来自苏联共产党的压力阻止了该党正式分裂。“泰斯托主义”这个术语是《赫尔辛基日报》发明的贬义称呼，泰斯托派从未使用过这一术语。
尽管泰斯托派有时被称为“斯大林主义者”，但斯大林主义并不是他们的思想的核心部分。西尼萨洛对斯大林持相当批判的态度，尽管他确实赞扬过斯大林在苏联建立起社会主义。芬兰共产党反对派在1985年—1986年被驱逐出党后，另行成立芬兰共产党（团结）。在原来的芬兰共产党于1992年因财政破产而解散后，芬兰共产党（团结）改名为“芬兰共产党”。一些前泰斯托派成员后来加入左翼联盟，或者完全放弃共产主义。